# Namida no Taiyō
 Namida no Taiyō  (涙の太陽) est une chanson pop japonaise, chanson-titre de plusieurs singles. Elle est originellement interprétée en anglais, sous-titrée Crying in a Storm, par la chanteuse japonaise Emy Jackson, figurant sur son premier single sorti le 20 avril 1965.
Devant son succès, elle est adaptée en japonais la même année par la parolière Reiko Yukawa, version qui sortira à son tour plusieurs fois en single : en 1965 interprétée par Michi Aoyama, en 1973 par Maria Anzai, en 1989 par Sandy & The Sunsets puis par Minako Tanaka, et en 2004 par Melon Kinenbi. Elle est aussi reprise en 2003 par Rina Aiuchi sur un album du guitariste Tak Matsumoto.

## Single de Melon Kinenbi
Singles de Melon Kinenbi
Kawaii Kare
(2003) Champagne no Koi
(2007)
 Namida no Taiyō  (涙の太陽) est le 12e single du groupe de J-pop Melon Kinenbi, sorti le 9 juin 2004 au Japon sur le label zetima, produit par Tsunku. Il atteint la 15e place du classement de l'Oricon, et reste classé pendant trois semaines, se vendant à 12 070 exemplaires durant cette période.
La chanson-titre est une nouvelle reprise de l'adaptation japonaise de la chanson homonyme de Emy Jackson, adaptation déjà sortie plusieurs fois en single par d'autres artistes. La version de Melon Kinenbi figurera en fin d'année sur le deuxième album du groupe, The Nimaime, ainsi que sur la compilation du Hello! Project Petit Best 5, puis sur la compilation du groupe, Mega Melon de fin 2008. La chanson en "face B", Sā, Sassoku Moriagete Ikō ka~!!, écrite par Tsunku, figurera aussi sur Fruity Killer Tune ainsi que sur sa compilation de "face B" Ura Melon de 2010.
Liste des titres
1. Namida no Taiyō  (涙の太陽?)
2. Sā, Sassoku Moriagete Ikō ka~!!  (さあ、早速盛り上げて 行こか~!!?)
3. Namida no Taiyō (instrumental) (涙の太陽...?)